# Caconemobius uuku
Caconemobius uuku är en insektsart som beskrevs av Otte, D. 1994. Caconemobius uuku ingår i släktet Caconemobius och familjen syrsor. Inga underarter finns listade i Catalogue of Life.